# Parti libéral (Bolivie)
Le Parti libéral, ou simplement PL (en espagnol: Partido Liberal), était l'un des deux principaux partis politiques boliviens de la fin du XIXe siècle et du début du XXe siècle, l'autre étant le Parti conservateur.
Le Parti libéral est fondé en 1883 par Eliodoro Camacho. Il prône la liberté de religion, la séparation de l'Église et de l'État, la reconnaissance légale du mariage civil et du divorce ainsi que l'adhésion stricte au processus démocratique.
Prenant le pouvoir en 1899, le parti déménage le Congrès national de Sucre à La Paz, qui devient de facto la capitale, bien que la Cour suprême (en) demeure à Sucre.
Entre 1899 et 1920, tous les présidents de Bolivie sont issus du Parti libéral.
En 1914, une fracture survient au sein du parti, des banquiers insatisfaits de la politique économique du président Ismael Montes quittent et fondent le Parti républicain (en). Ceux-ci s'emparent du pouvoir par un coup d'État en 1920 et chassent le président libéral en place. 
Le dernier président libéral est José Luis Tejada Sorzano, en exercice de 1934 à 1936.
En 1978, le parti s'est fondu à l'Union nationaliste du peuple, coalition supportant le militaire et homme politique, Juan Pereda Asbún. 